# سيرجيو جورج
سيرجيو جورج (بالإنجليزية: Sergio George)‏ هو منتج أسطوانات وملحن وعازف بيانو أمريكي، ولد في 23 مايو 1961 في هارلم الشرقية ‏ في الولايات المتحدة.

## وصلات خارجية
- سيرجيو جورج على موقع IMDb (الإنجليزية)
- سيرجيو جورج على موقع ميوزك برينز (الإنجليزية)
- سيرجيو جورج على موقع أول ميوزيك (الإنجليزية)
- سيرجيو جورج على موقع ديسكوغز (الإنجليزية)